# Trojná bohyně

Dorůstající měsíc, úplněk a ubývající měsíc – symbol Trojné bohyně

Symbol fází měsíce symbolizující Trojnou bohyni doplněný o pentagram

Trojná bohyně (anglicky Triple Goddess), Velká Bohyně (Great Goddess) či prostě Bohyně, je ústřední ženské božstvo ve Wicce a některých dalších tradicích moderního čarodějnictví a pohanství. Je spojována s přírodou, plodností, Měsícem, životními cykly a planetou Zemí. Bohyně je označována jako trojná kvůli svým třem podobám jež jsou Panna, Matka, Stařena, ty jsou spojovány s lunárními fázemi dorůstajícího měsíce, úplňku a novu. Koncept Bohyně odpovídá novopohanskému pohledu na božství jako něco neustále se měnící, a důrazu na cyklickou povahu přírodních procesů a času vůbec. Jejím mužským protějškem je Rohatý bůh, v závislosti na kontextu chápaný jako její manžel či syn.
Koncept Velké bohyně moderních pohanů čerpá z mnoha inspiračních zdrojů a reflektuje mnoho bohyň jež byly ctěny v průběhu dějin nebo o jejichž kultu je spekulováno, především spojených s plodností, Měsícem, suverenitou nebo čarodějnictvím. Především však vychází z hypotetického obrazu velké pravěké bohyně, často spojované s matriarchátem. Kromě toho se v ní ve velké míře odráží také antické bohyně, především řecká Hekaté, římská Trivia a řecko-římská Isis, ale také Démétér a Persefona.
Koncept Trojné bohyně je kritizován některými feministkami kvůli důrazu jež klade na ženskou plodnost a atraktivitu nebo kvůli tomu, že ne všechny ženy se stanou matkami.

## Vývoj

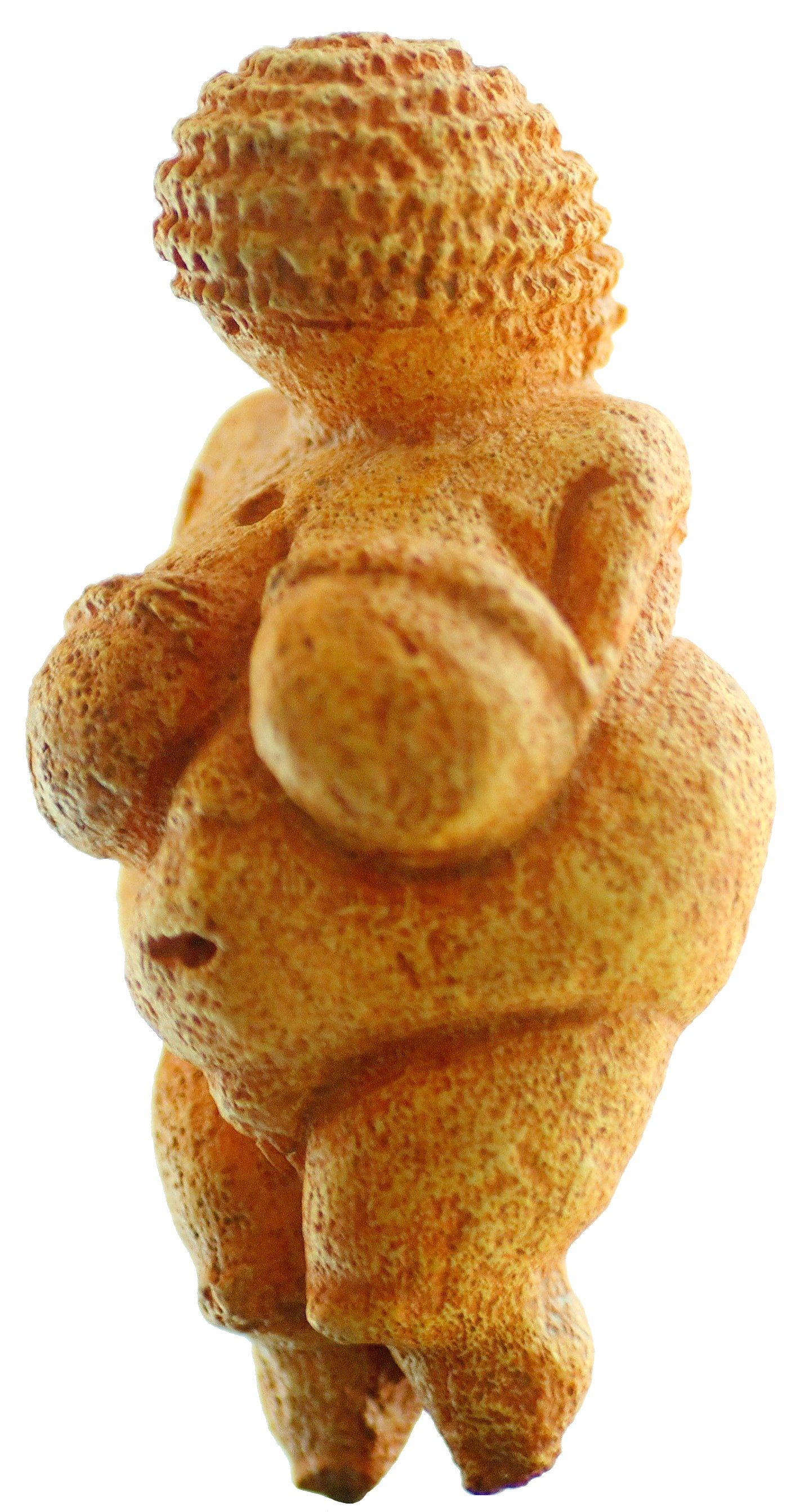
Willendorfská venuše, - B. P. - sošky venuší bývají někdy chápány jako doklady kultu Velké bohyně, její zobrazení a často z nich vychází ikonografie hnutí Bohyně

Trojná bohyně je často chápána jako nejstarší známé božstvo, které bylo uctíváno hypotetickým matriarchálním náboženstvím, známým například z díla Johanna J. Bachofena, Jane E. Harrison, Roberta Gravese nebo Marije Gimbutas. Pro existenci kultu takové bohyně však neexistují žádné přímé doklady a mnohými badateli je celá idea odmítána. Ve starověkých zdrojích se pak objevují významné bohyně jako Inanna-Ištar, Anáhitá, Sarasvatí, Eset a další, žádná z nich však příliš nepřipomíná postulovanou velkou pravěkou bohyni.
Idea všeobjímajícího ženského božstva se však v náznacích objevuje v helénistické filosofii, především v středoplatonismu a novoplatonismu, jež chápal přírodu jako živou, polobožskou bytost stojící mezi světem idejí a světem hmoty. Přírodu v takovém slova smyslu lze srovnat s pojetím Hekaté v Chaldejských orákulech, se Sofií gnosticismu, nebo s Isidou v Apuleiově Zlatém oslu. Podobný obraz se objevuje také v Lucretiově básni O přírodě, kde je bohyně Venuše použita jako metafora pro tvořivé síly přírody. V antice se objevuje také pojetí bohyně jako trojné či universální. Ve Stymfalu byla Héra byla ctěna jako dívka, dospělá a jako vdova. a v Apuleiově Zlatém oslu Isis sama sebe ztotožňuje s celou řadou dalších bohyň. Řecká Hekaté byla ctěna jako Trioditis „křižovatek, trojcestí“ a Trimorfis „tří podob, tří těl”, stejně tak Římané znali bohyni Trivii „tří cest“ a divu triformis „bohyni tří podob“. Trivia je v dobové literatuře často spojována s magií a čarodějnictvím a ztotožňována s Dianou, Lunou, Proserpinou, Junonou a Cererou.
Křesťanská literatura navazovala na platonismus svými ženskými personifikacemi Moudrosti, Filosofie, Přírody a Pravdy, v renesanci pak došlo znovuobjevení platonistického pojetí v souvislosti s rozvojem renesanční magie. Později však  tyto představy začaly mizet s nástupem mechanistického výkladu světa, ale vrátili se s nástupem romantismu, kde se opět objevilo chápání Přírody jako Bohyně. V té době se do povědomí také začaly dostávat kromě bohyň antických také bohyně keltské a germánské. Od počátku 19. století tak vzniknul koncept lunární bohyně plodnosti a přírody, který se objevoval například v díle Algernona Charlese Swinburna, nebo v hypotézách badatelů jako  Johanna J. Bachofena a Jane E. Harrison. Dílo J. E. Harrison pak ovlivnilo předchůdce novopohanství jako byla Dion Fortune nebo Geralda Gardnera, zakladatele Wiccy.

### Gravesova Trojná bohyně
Moderní obraz Trojné bohyně pak vychází především z básníka Roberta Gravese a jeho knihy The White Goddess „Bílá bohyně“. Podle toho existovala matriarchální „stará Evropa“ uctívající Velkou Bohyni, která byla zničena patriarchálními nájezdníky. Tato Bohyně vystupuje v několika triádách, z nichž Graves mluvil nejčastěji o triádě druhé, ale ve Wicce se tradiční stala triáda čtvrtá.
- Panna/Nymfa (Nevěsta)/Matka
- Matka/Nevěsta/Hrobnice[pozn. 1]
- Panna/ Nymfa (Nevěsta)/Babizna“[pozn. 2]
- Panna/Matka/Stařena“[pozn. 3]

Kromě toho také mluvil o Bohyni „pětinásobné“: narození (Matka), zasvěcení (Panna), naplnění manželství (Milenka), odchod na odpočinek (Stařena) a smrt (Hrobnice). Dále mluvil o Bohyni Podsvětí spojené s narozením, plozením a smrt, Bohyni Země spojené s jarem, létem a zimou, a Bohyní Nebes spojené s novem, úplňkem a ubývajícím měsícem.